# Baldone
Pour les articles homonymes, voir Baldone (homonymie).
Baldone (anciennement, en allemand : Baldohn) est une ville de Lettonie, située à 33 km au sud de la capitale Riga. Chef-lieu de la municipalité de Baldone, elle se tient au carrefour des routes Riga-Skaistkalne (en) et Daugmale (de)-Iecava.

## Histoire
Le site de Baldone était déjà habité par des chasseurs de rennes à l'âge de la pierre. En 1648 on y construit un centre de production d'acier, permettant la production d'ancres et de matériel militaire. À la fin du XVIIIe siècle, Baldone devient une station thermale connue grâce à ses sources sulfurées. Bien que son importance décroisse à partir de 1938 lors de l'ouverture de la station thermale concurrente de Jūrmala, Baldone demeure une destination de choix pour toute l'Union soviétique.
Après l'indépendance, Baldone obtient le titre de ville en 1991.

## Économie
On trouve à Baldone un observatoire astronomique, l'observatoire de Baldone (lv), fondé en 1959. Il est rattaché à l'Académie des sciences de Lettonie.

## Personnalités liées à la ville
- Viktors Arājs (né à Baldone en 1910, mort en 1988), collaborateur nazi d'origine lettone, commandant de la SS (Sturmbannführer) et dirigeant du Sonderkommando Arājs, responsable de la mort d'entre 50 000  et   100 000 personnes sur le front de l'Est. On attribue l'extermination de la moitié des Juifs lettons à son commando [3].
- Ilgmārs Eglītis, astronome letton, directeur de l'observatoire de Baldone
- Zigurds Lanka (en) (né en 1960), joueur d'échecs.